# Bevægelsesfrihed
Bevægelsesfrihed er en grundlæggende menneskerettighed, der giver enkeltpersoner ret til at bevæge sig frit inden for et lands grænser samt ret til at forlade og vende tilbage til deres hjemland. Retten beskytter mod vilkårlig tilbageholdelse, begrænsning af rejseaktivitet og frihedsberøvelse uden lovhjemmel.